# 904 Rockefellia
Rockefellia (asteróide 904) é um asteróide da cintura principal com um diâmetro de 58,75 quilómetros, a 2,7167201 UA. Possui uma excentricidade de 0,0919786 e um período orbital de 1 890,25 dias (5,18 anos).
Rockefellia tem uma velocidade orbital média de 17,21941329 km/s e uma inclinação de 15,17271º.
Esse asteróide foi descoberto em 29 de Outubro de 1918 por Max Wolf.